# Kulturjournalismus
Kulturjournalismus ist eine Subform des Journalismus, die sich mit kulturellen Themen befasst, andere journalistische Subformen mitberücksichtigt und ebenso mit kulturwissenschaftlichen Methoden arbeitet. Im engeren Sinn beschäftigt er sich häufig mit Literatur-, Theater-, Film-, Musik-, Kunst- und Medienkritik und berichtet über Hintergründe und Entwicklungen im Kulturbetrieb. Dies geschieht in Form von Rezensionen, Porträts, Essays oder anderen journalistischen Formaten. Für die Arbeit als Kulturjournalist sind deshalb Recherche-, Konzept-, Erzähl- und Redaktionsformen grundlegend, wie man sie vor allem im Feuilleton findet.
In einem weiteren Sinn beinhaltet Kulturjournalismus auch die Berichterstattung über Entwicklungen in den Geisteswissenschaften sowie über intellektuelle Diskurse zu aktuellen politischen Ereignissen oder gesellschaftlichen Trends.

## Geschichte
Die Geschichte des Kulturjournalismus ist so alt wie die Geschichte der Zeitungen. Diese enthielten von Anfang an eine Beilage, in welchem Diskussionen und Kritiken über Theaterstücke, Bücher und Philosophie veröffentlicht wurden. Während der Französischen Revolution wurde der Begriff Feuilleton für kulturelle Themen geprägt. Als die Inhalte immer beliebter wurden, wurden sie zu Beginn des 19. Jahrhunderts in den Hauptteil der Zeitungen integriert. Mitte des 19. Jahrhunderts bis zu Beginn des 20. Jahrhunderts wurden Musikkritiken von Richard Wagner und Engelbert Humperdinck, wissenschaftliche Erkenntnisse von Alexander von Humboldt und Justus Liebig oder Neuerungen wie der Fortsetzungsroman veröffentlicht. Eine weitere Entwicklung erlebte der Kulturjournalismus im 19. Jahrhundert durch den Kritiker Ludwig Börne und den Schriftsteller und Journalisten Heinrich Heine. Dies sorgte dafür, dass sich die Rubrik in immer mehr Medien verbreitete.
Die Entstehung des Rundfunks in der Weimarer Republik eröffnete dem Kulturjournalismus neue Betätigungsfelder. Als nach dem Nationalsozialismus in der Nachkriegszeit der Rundfunk neu aufgebaut wurde, entstanden auch die ersten als solche ausgewiesenen Kulturprogramme. Als erster öffentlich-rechtlicher Sender führte der Süddeutsche Rundfunk ein zweites Hörfunkprogramm mit einem stärker kulturbetonten Profil ein. Andere Sender folgten.
Im ARD-Fernsehen startete 1967 das bis heute existierende Kulturmagazin Titel, Thesen, Temperamente des Hessischen Rundfunks. Auch andere Landesrundfunkanstalten produzierten Kulturmagazine. 2006 wurde ttt – titel, thesen, temperamente als gemeinsamer Name übernommen. Daneben gibt es in den regionellen Fernsehprogrammen eigene, oft landesbezogene Kulturmagazine. Mit Arte startete 1992 erstmals in Deutschland auch ein kulturorientierter Fernsehsender.
Die aktuelle Entwicklung wird von neuen Formen und Arten geprägt. Dazu zählen Comics, Pop-Art und Jugendkultur. Durch das Internet sind zahlreiche neue Möglichkeiten wie Kulturblogs und Homepages hinzugekommen.
Gleichzeitig kommt es aufgrund von Sparzwängen und den veränderten Nutzungsgewohnheiten im öffentlich-rechtlichen Rundfunk zu Reformen, von denen die Kulturprogramme in besonderem Maße betroffen sind.

## Ausbildung
- Seit 1999 besteht das Angebot des Studiengangs Kreatives Schreiben und Kulturjournalismus an der Universität Hildesheim.
- Seit 2008 wird an der Zürcher Hochschule der Künste der Studiengang Kulturpublizistik angeboten.
- Die Technische Universität Dortmund offeriert seit 2010 einen grundständigen Bachelor- sowie einen weiterführenden Masterstudiengang Musikjournalismus.[4][5]
- Seit 2015 am Institut für Publizistik- und Kommunikationswissenschaften der Universität Wien der „Universitätslehrgang für Kulturkommunikation und Kulturjournalismus“.
- Kulturjournalismus kann man seit 2024 an der Hochschule für Musik und Theater München studieren. Der zweijährige Masterstudiengang ist der einzige Kulturjournalismus-Studiengang dieser Art im deutschsprachigen Raum.

Des Weiteren gibt es unter anderem in den Vereinigten Staaten von Amerika sowie in allen anderen Ländern Möglichkeiten des Studiums des „Cultural Journalism“.